# مازيراتي أم سي 12 (سيارة)
مازيراتي أم سي 12 (تيبو M144S) هي سيارة رياضية محدودة الإنتاج ذات المقعدين التي تنتجها شركة صناعة السيارات الإيطالية مازيراتي للمنافسة في بطولة فيا جي تي. في السنة الأولى من الإنتاج، تم تصنيع 30 وحدة، 5 منها غير معروضة للبيع؛ في العام التالي، تم تصنيع 30 وحدة أخرى، مما أدى إلى إنتاج إجمالي 60 وحدة في غضون عامين. تم بيع 50 سيارة مقابل 600 ألف يورو لعملاء مختارين.
سيارة أم سي 12 هي السيارة الأسرع من مازيراتي؛ فهي تتسارع من الثبات إلى 200 كم/الساعة خلال أقل من 10 ثواني وتصل سرعتها القصوى إلى 330 كم/الساعة. وتستند تقنيات أم سي 12 إلى طراز فيراري إنزو مع إجراء تعديلات جذرية على المحرك والهيكل والانسيابية. وفي نهاية العام 2006، طرحت مازيراتي سيارة أم سي 12 نسخة كورس.

## التطوير
تحت إشراف جورجيو أسكانيلي، بدأت مازيراتي في تطوير سيارة سباق مؤهلة لـ بطولة فيا جي تي. هذه السيارة، التي ستُطلق عليها لاحقًا اسم أم سي 12، كان يُطلق عليها في البداية اسم أم سي سي. قام فرانك ستيفنسون، مدير تصميم وتطوير في فيراري-مازيراتي في ذلك الوقت، بالقيام بتصميم معظم جسم السيارة، ولكن تم تطوير الشكل الأولي أثناء اختبارات الأنفاق بواسطة جورجيتو جيوجيارو. تتمتع أم سي سي بشكل جسم مشابه جدًا لـ أم سي 12، ولكن هناك العديد من الاختلافات الرئيسية، أبرزها الجناح الخلفي. كان أندريا بيرتوليني سائق الاختبار الرئيسي خلال عملية التطوير، على الرغم من إجراء بعض الاختبارات بواسطة مايكل شوماخر، الذي اختبر محرك السيارة بشكل متكرر في حلبة فيورانو. أثناء عملية التطوير، تم التخلي عن أسم أم سي سي بعد أن إختارت مازيراتي الاسم الرسمي للسيارة أم سي 12.
يعتمد تصميم السيارة بشكل كبير على تصميم سيارة فيراري إينزو، باستخدام نسخة معدلة قليلاً من محرك فيراري F140 V12، وعلبة التروس نفسها ونفس الهيكل. الزجاج الأمامي هو المكون الوحيد المماثل لسيارة فيراري إينزو؛ لكن تتمتع أم سي 12 بهيكل فريد من نوعه وهو أعرض وأطول وأطول قليلاً.

## نظرة عامة
أم سي 12 هي سيارة كوبيه ببابين مع سقف علوي قابل للإزالة، على الرغم من أن السقف المنفصل لا يمكن الإحتفاظ به في السيارة. تصميم الموتور الخلفي بين عجلات السيارة يحافظ على مركز الكتلة في منتصف السيارة، مما يزيد من الثبات ويحسن قدرة السيارة على الانعطاف. ثابت توزيع الوزن هو 41٪ أمامي و 59٪ خلفي. ومع ذلك، فعند التسارع، تؤثر القوة السفلية التي يوفرها الجناح الخلفي على ذلك لدرجة أنه عند الوصول لسرعة 200 كيلومتر في الساعة (125 ميلاً في الساعة) تكون القوة السفلية 34٪ أمامية و 66٪ خلفية.

### التصميم الداخلي

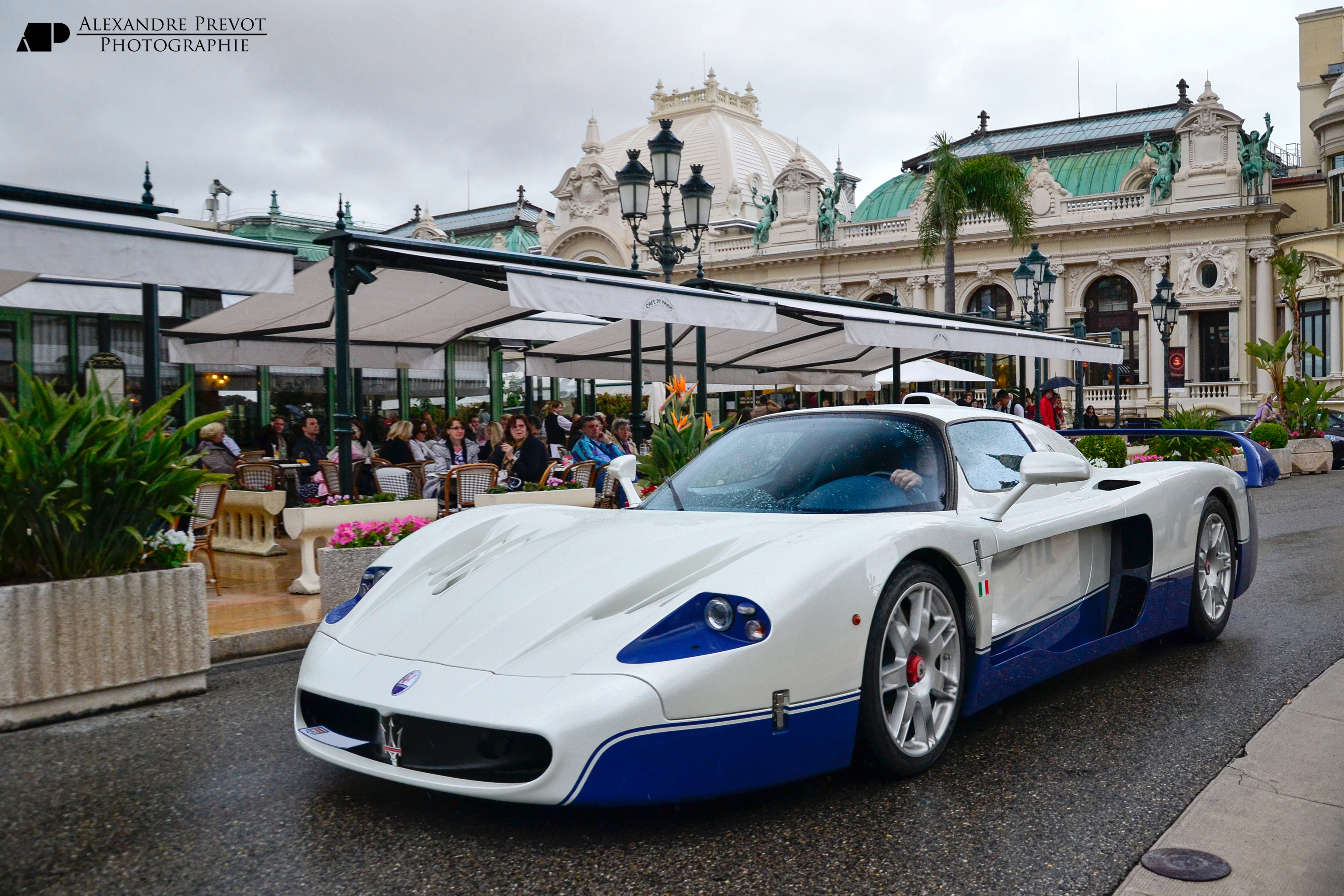
سيارة أم سي 12 باللون الأبيض الكلاسيكي

على الرغم من أن السيارة مصممة بالأساس لتكون سيارة السباق، إلا أن المقصورة الداخلية مصممة لتكون فاخرة. الجزء الداخلي عبارة عن خليط من ألياف الكربون المطلية بالهلام والجلد الأزرق والجدلد الفضي «برايتكس»، وهي مادة باهظة الثمن. تحتوي أيضا علي ساعة تناظرية بيضاوية مميزة وزر تشغيل باللون الأزرق، ولكن تم انتقادها لافتقارها إلى راديو أو ستريو سيارة أو مكان لتثبيت نظام صوتي ما بعد البيع.

### التصميم الخارجي
جسم السيارة، المصنوع بالكامل من ألياف الكربون، خضع لاختبارات نفق رياح مكثفة لتحقيق أقصى قوة سفلية عبر جميع الأسطح. نتيجة لذلك، يبلغ عرض الجناح الخلفي مترين (79 بوصة) ولكن سمكه 30 ملم فقط (1.2 بوصة)، والجانب السفلي من السيارة أملس، والمصد الخلفي به مشتتات للاستفادة من التأثير الأرضي. يتم امتصاص الهواء في حجرة المحرك من خلال مغرفة الهواء؛ موقعها على قمة المقصورة يجعل السيارة أطول من فيراري إينزو. لا يتوفر التصميم الخارجي إلا باللونين الأبيض والأزرق. تشتهر السيارة بالشكل الغريب الناتج عن حجمها الطويل جدًا والأعرض من همر إتش 2. بالإضافة إلى عدم وجود نافذة خلفية، يجعل ركن السيارة أمرًا صعبًا.

### المحرك
السيارة مدعومة بنفس المحرك المستخدم في فيراري إنزو V12 وزنه 232 كيلوجرامًا. كل أسطوانة مجهزة بأربعة صمامات، ويتم التشحيم من خلال حوض جاف. هذا يضمن أكبر عزم دوران يبلغ 652 نيوتن متر عند 5500 دورة في الدقيقة وقوة قصوى تبلغ 465 كيلوواط. الحد الأقصى للسرعة التي يمكن أن يعمل بها المحرك هو 7500 دورة في الدقيقة. في طراز فيراري إنزو، نفس المحرك يمكن أن تعمل بسرعة 8200 دورة في الدقيقة.
وفقًا لبيانات الشركة المصنعة، تستطيع السيارة التسارع من 0 إلى 100 كم/ساعة في 3.8 ثانية (وصل محررو مجلة Motor Trend إلى 3.7 ثوانٍ)، ومن 0 إلى 200 كم / ساعة في 9.9 ثوانٍ. يستغرق السايرة 11.3 ثانية لعبور مسافة 1/4 ميل (حوالي 400 متر) بسرعة نهائية تبلغ 200 كم / ساعة. السرعة القصوى للسيارة 330 كيلومترًا في الساعة (205 ميل في الساعة). متوسط استهلاك الوقود في الدورة المركبة حوالي 19.3 لتر/100 كم.
يتم نقل الطاقة المتولدة من المحرك إلى العجلات الخلفية عبر علبة تروس نصف أوتوماتيكية مثبتة في الخلف بست سرعات من فيراري.

### الهيكل

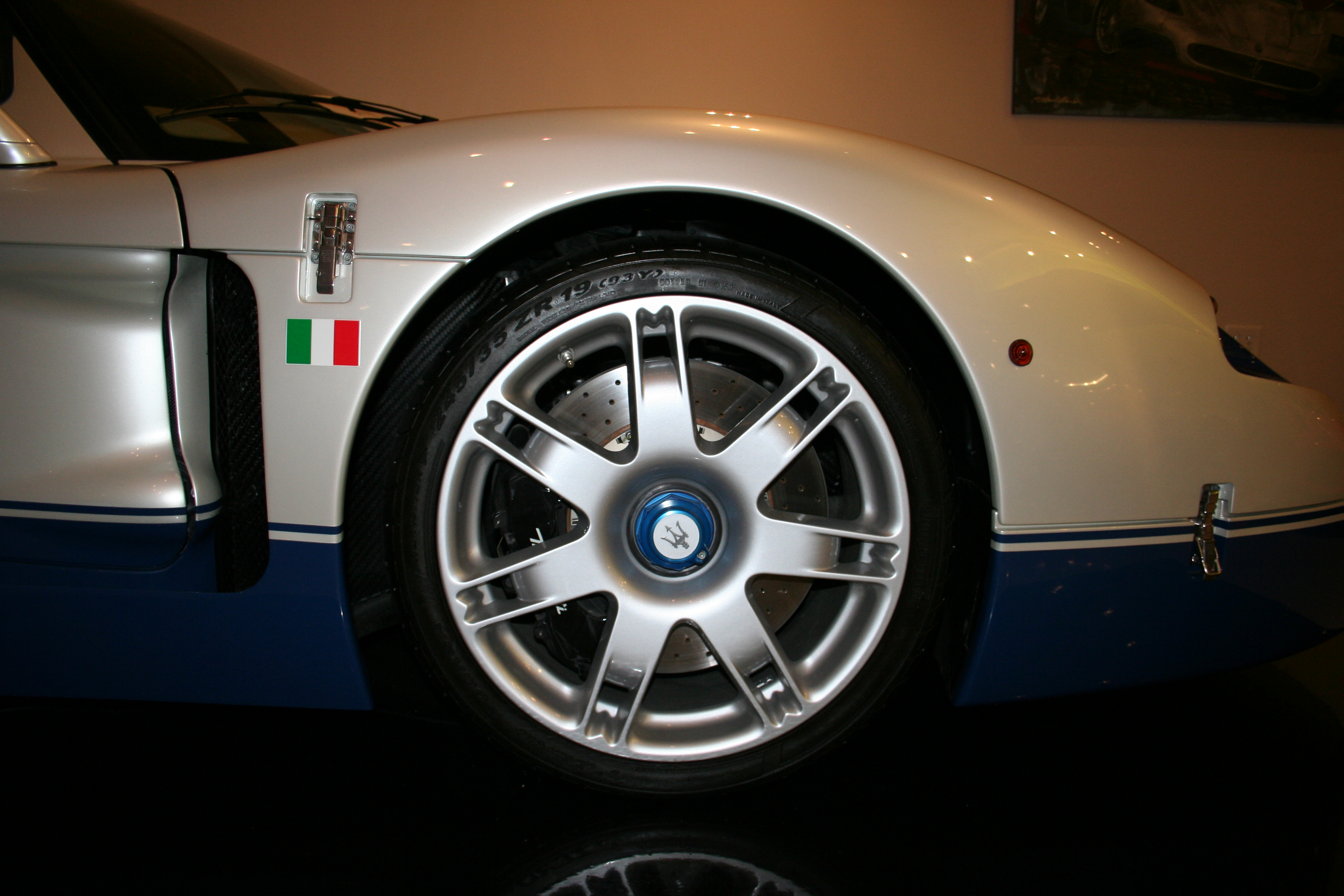
عجلات السيارة

هيكل السيارة عبارة عن هيكل أحادي مصنوع من الكربون ونومكس، مع هيكل فرعي من الألومنيوم في الأمام والخلف. يحتوي على قضيب دائري لتوفير مزيد من القوة والراحة والأمان. يوفر الموجه عرضي مزدوج مع النوابض اللولبية التي تعمل بقضيب الدفع الثبات وإمتصاص الصدمات للركاب. يمكن رفع مقدمة السيارة بالضغط على زر يمتد التعليق الأمامي. هناك وضعان لضبط الهيكل يمكن تغييرهما أيضًا بواسطة زر في المقصورة:
- وضع الرياضي وهو الإعداد القياسي.
- وضع السباق، والذي يتميز بالتحكم، التحولات بشكا أسرع والتعليق الأكثر صلابة.

### العجلات
يحتوي سيارة أم سي 12 على عجلات 480 ملم بعرض 230 ملليمترًا في الأمام و330 ملليمترًا في الخلف. الإطارات من تصنيع بيريللي من نوع بي زيرو كورسا. الفرامل من تصنيع بريمبو وهي مكبح قرصي مع نظام منع انغلاق المكابح من تصنيع بوش. يبلغ قطر الفرامل الأمامية 380 ملليمتر مع 6 مكابس والفرامل الخلفية قطرها 335 ملليمتر مع أربعة مكابس.

## نماذج خاصة

### أم سي 12 جي تي 1

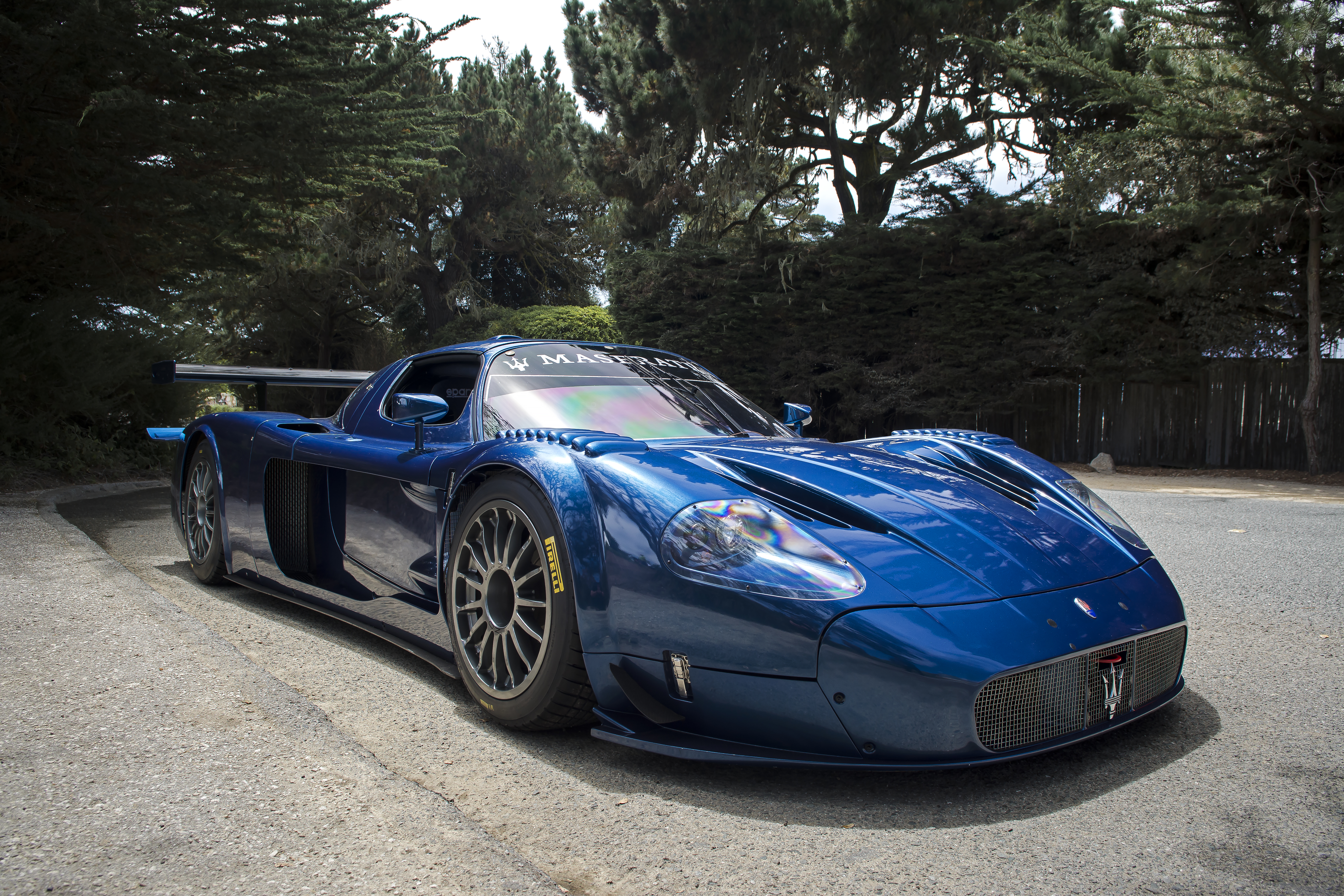
أم سي 12 كورس

فازت نسخة السباق أم سي 12 جي تي 1 ببطولة فيا جي تي العالمية في فئتها في موسم 2005 بفضل تفوقها التقني. في موسم 2006، احتلت مازيراتي الصدارة مرة أخرى مع فريق فيتافون راسينغ بقيادة مايكل بارتلز وأندريا بيرتوليني. في أغسطس فازوا مرة أخرى بسباق سبا 24 ساعة، وسجلوا الرقم القياسي لأكبر عدد من الكيلومترات المقطوعة في السباق خلال 83 عامًا.

### أم سي 12 كورس
للاحتفال بفوز بطولة العالم فيا جي تي في عام 2005، تم إطلاق نسخة ثانية، أم سي 12 كورس. تم بيع هذا الطراز الخاص، الذي يقتصر على 14 وحدة، لعملاء مختارين بسعر 1.2 مليون يورو. ومع ذلك، احتفظت مازيراتي بثلاث نسخ من أصل 14 نسخة لأغراض الاختبار والتجريب. على عكس أم سي 12العادية، تم عرض إصدار كورس فقط في باللون الأزرق من المصنع، ولكن يمكن أيضًا طلاءه بلون مختلف بناءً على طلب العميل. تحتوي نسخة كورس على محرك 555 كيلو واط (755 حصانًا).

## الاستقبال

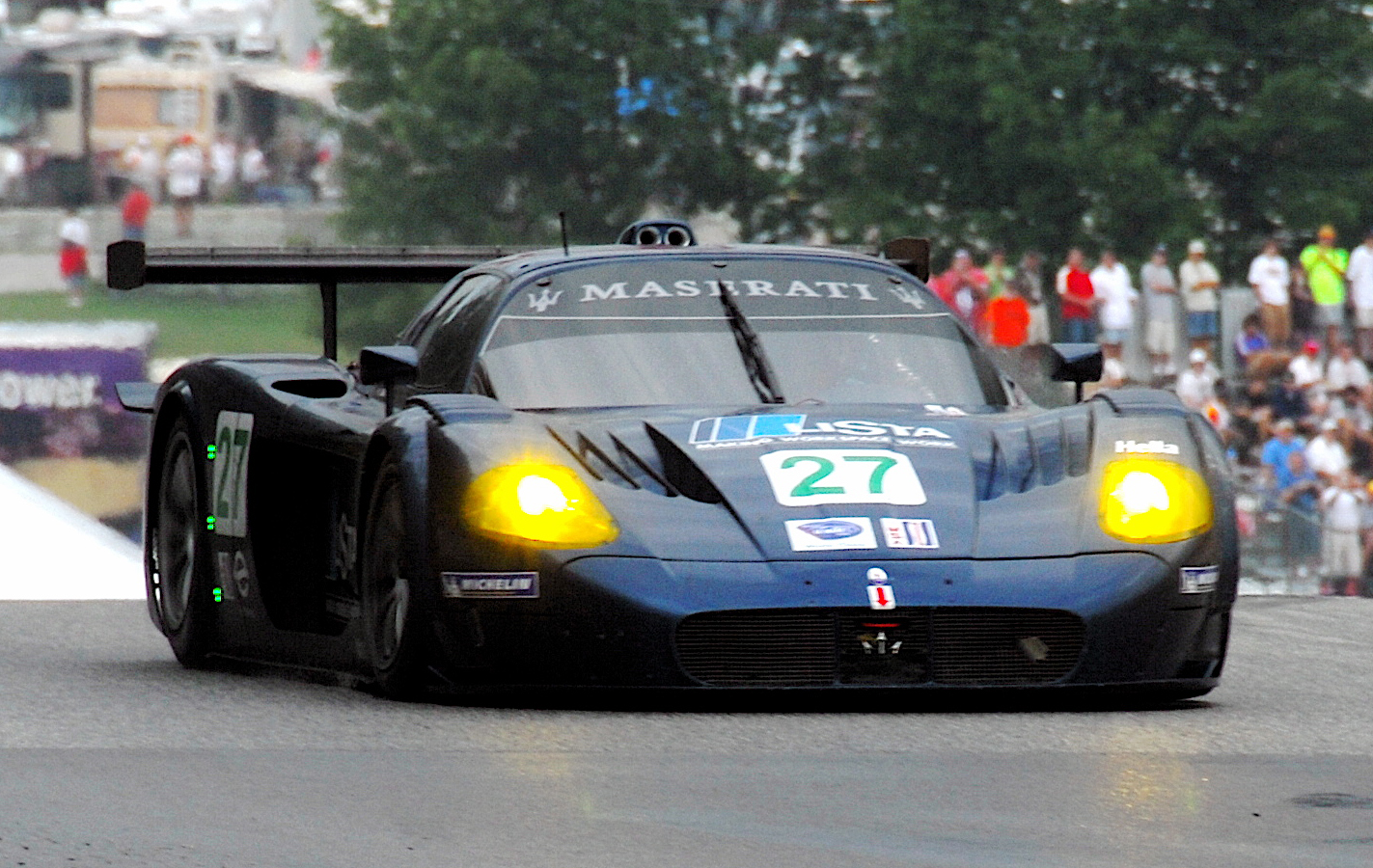

بشكل عام، تلقت السيارة تقييمات إيجابية، لكن النقاد قالوا إن من الصعب قيادتها، ومبالغ فيها، وطويلة جدًا. اشترى المسلسل التلفزيوني توب جير السيارة، وقارنها بسيارة مازيراتي بيتوربو. وانتقد كلاركسون السيارة بشدة، مشيراً إلى أنها على عكس إنزو تفتقر إلى نافذة خلفية. على الرغم من انتقاداته، فقد أثنى على القيادة السلسة للسيارة.
كان لدى فرانك ماركوس، مراجع مجلة موتور تريند، رأي أكثر إيجابية. على الرغم من شكوكه المبدئية، قال:
| مازيراتي أم سي 12 (سيارة) | اتضح أن فيراري إنزو هي سيارة طريق أكثر راحة وجاذبية عندما تم تصنيعها أكثر من وحش مازيراتي المبهرج علي الطريق. | مازيراتي أم سي 12 (سيارة) |

أثنى ماركوس على ثبات المكابح وقدرة التحكم في أم سي 12، وخاصة التحكم عند الانعطاف.
عندما اختبرت مجلة أوتوموبيل السيارة، وصفها المراجع بريستون ليرنر بأنها «سهلة الاستخدام»، مشيدًا باستجابة وبساطة القيادة. أعجب ليرنر بما فعلة فرانك ستيفنسون في التصميم الخارجي والداخلي للسيارة.

## السباقات
تعكس سيارة أم سي 12 المزايا المتوفرة في سيارات مازيراتي. سيارة «سترادل» أو النسخة الخاصة بالقيادة على مختلف الطرقات أُنتجت بما يتوافق الأنظمة السارية في سباق سياراتGT الدولية. وعادت سيارة أم سي 12 من مازيراتي إلى سباق GT بكل قوة وكانت سيارة GT1 النسخة المثالية للمنافسة في جميع حلبات السباق في العالم.
سيارة أم سي 12 حققت معها نجاحاً باهراً بفوزها في 22 سباقاً، بما فيها 3 انتصارات في سباق سبا 24 ساعة للتحمل العالمي الشهير، و 14 لقباً في بطولات الصانعين والسائقين والفرق ضمن بطولة الاتحاد الدولي للسيارات لفئة ” جي تي – GT ” بين عامي 2004 و 2010.

## الإعلام
أم سي 12 متاحة للقيادة في ألعاب الفيديو المختلفة. مثل:
- فورزا موتورسبورت 2
- فورزا موتورسبورت 3
- فورزا موتورسبورت 4
- فورزا هوريزون
- أسفلت 8
- شيفت 2